# Göteborg-Landvetter Airport
Luchthaven Göteborg-Landvetter (Zweeds:Göteborg-Landvetter flygplats) is het op een na grootste vliegveld van Zweden (na Luchthaven Stockholm-Arlanda). Het ligt 20 km ten oosten van Göteborg en 40 km ten westen van Borås. Met 5,2 miljoen passagiers per jaar is het het op vijf na grootste vliegveld van Scandinavië, met een groeiend aantal passagiers. Er zijn op dit moment twee terminals, een voor charters en lijnvluchten en een voor binnenlandse vluchten, maar er wordt naar gestreefd deze tot een te combineren. In de lijnvluchtterminal bevinden zich twee businessclass lounges: Een van SAS en één voor de reizigers van andere maatschappijen. Het vliegveld is genoemd naar het plaatsje Landvetter in de gemeente Härryda.